# Arthur Fry

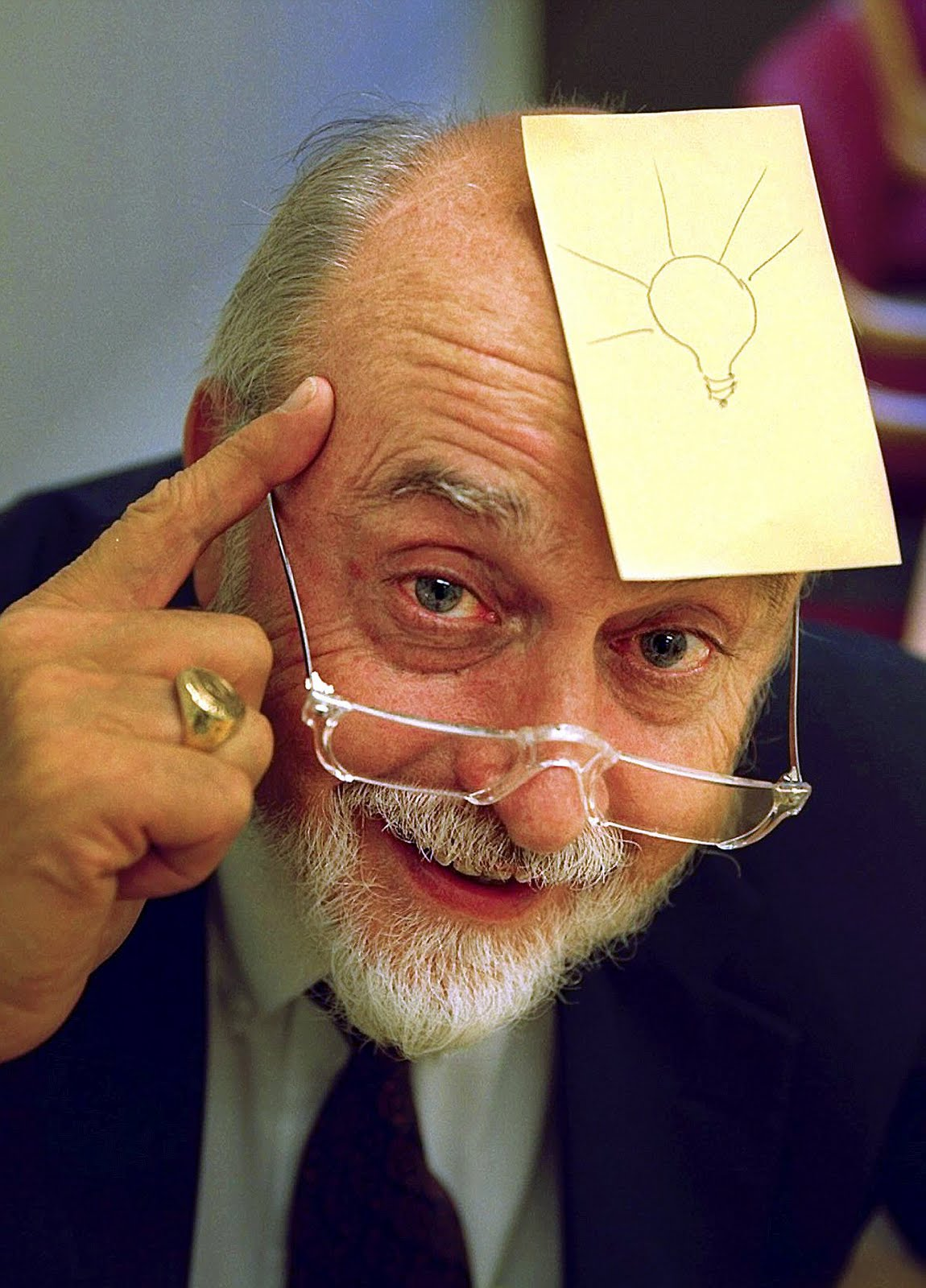
Arthur Fry, met zijn uitvinding, een Post-it, op zijn voorhoofd.

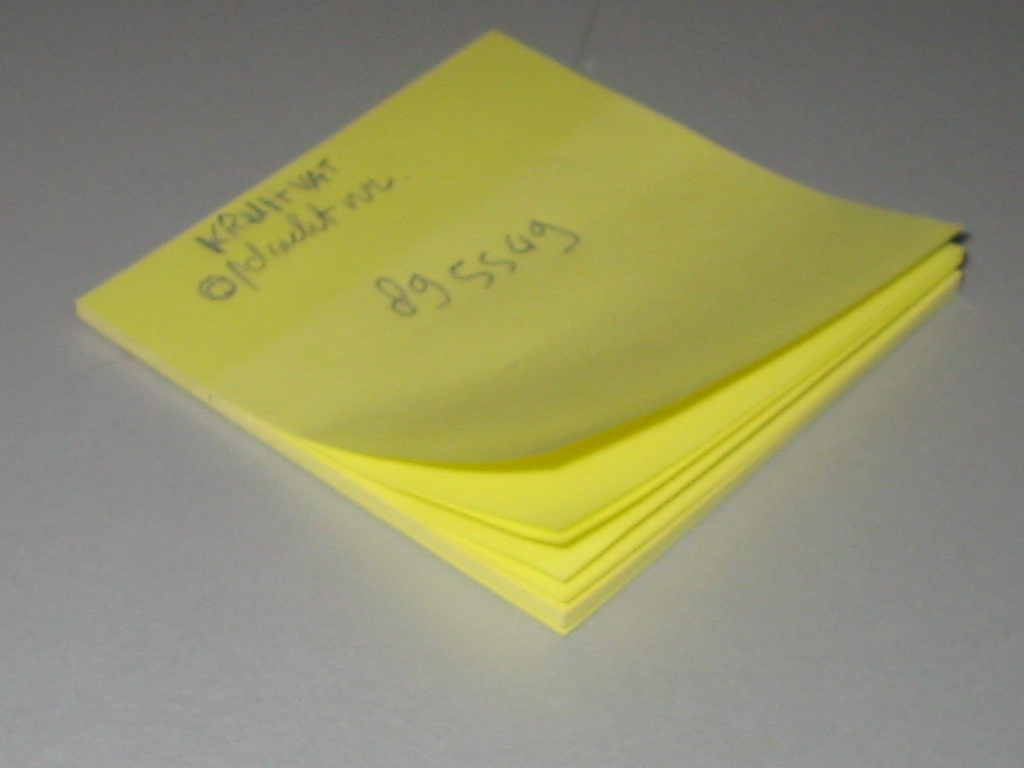
Post-it velletjes

Arthur L. Fry (Minnesota, 19 augustus 1931) is een Amerikaanse uitvinder. Hij is samen met Spencer Silver uitvinder van de zelfklevende Post-it notitievelletjes.
Fry groeide op in een kleine stad in Iowa en later in Kansas City. Al vanaf zijn jeugd was hij een denker en een probleemoplosser. Hij studeerde chemische technologie aan de University of Minnesota. In 1953 begon Fry bij 3M te werken bij de Nieuwe Producten divisie, en werkte daar tot zijn pensioen.